# 基本单位 (统计学)
基本单位为中国大陆统计常用术语，于2004年开始的第一次全国经济普查对其进行了规范，基本单位包括法人单位、产业活动单位和个体经营户。

## 法人单位
法人单位分为单产业法人和多产业法人，并符合以下条件
- 依法成立，有自己的名称、组织机构和场所，能够独立承担民事责任；
- 独立拥有和使用(或授权使用)资产，承担负债，有权与其他单位签订合同；
- 会计上独立核算，能够编制资产负债表。
- 法人单位包括企业法人、事业单位法人、机关法人、社会团体法人和其他法人。

## 企业法人
企业法人指依据《中华人民共和国企业法人登记管理条例》、《中华人民共和国公司登记管理条例》等，经各级工商行政管理机关登记注册，领取《企业法人营业执照》，取得法人资格的企业。包括：
- 公司；
- 非公司制企业法人。
- 依据《个人独资企业法》及《合伙企业法》，经各级工商行政管理机关登记注册、领取《营业执照》的不具有法人资格的个人独资企业、合伙企业视同非公司制企业法人。

## 事业单位法人
事业单位法人指经国务院机构编制管理部门批准、国家事业单位登记管理部门登记或备案；或经地方县级以上机构编制管理部门批准、地方县级以上事业单位登记管理部门登记或备案，领取《事业单位法人证书》，取得法人资格的事业单位。事业单位法人包括：
- 中国共产党各级委员会（党委）与各级政府直属事业单位；
- 中共中央、国务院直属事业单位举办的事业单位；
- 中华人民共和国各级人大、政协机关，法院、检察院和各民主党派机关举办的事业单位；
- 中共各级党委部门、各级政府部门举办的事业单位；
- 使用财政性经费的社会团体举办的事业单位；
- 国有企业及其他组织利用国有资产举办的事业单位；
- 依照法律或有关规定，应当由各级登记管理机关登记的其他事业单位。

## 机关法人
机关法人指各级政党机关和国家机关。机关法人包括：
- 县级以上各级中国共产党委员会及其所属各工作部门；
- 县级以上各级人民代表大会机关；
- 县级以上各级人民政府及其所属各工作部门，以及地区行政行署；
- 县级以上各级政治协商会议机关；
- 县级以上各级人民法院、检察院机关；
- 县级以上各民主党派机关；
- 乡、镇中国共产党委员会和人民政府。

## 社会团体法人
社会团体法人指依据《社会团体登记管理条例》，经国务院民政部门和县级以上地方各级人民政府民政部门登记注册或备案、领取《社会团体法人登记证书》的各类社会团体；以及依法不需要办理法人登记、由机构编制管理部门管理其机关机构编制的群众团体。社会团体法人包括：
- 学术性社团：各类学会、研究会等；
- 行业性社团：各类协会、商会等；
- 专业性社团：各类从事专业业务的促进会等；
- 联合性社团：各类联合会、联谊会(同学会、校友会)等；
- 其他群众团体：工会、共青团等。

## 其他法人
其他法人指除企业法人、[#[事业单位法人|事业单位法人]]、机关法人、社会团体法人以外的其他符合法人条件的单位。包括
- 依据《中华人民共和国居民委员会组织法》和《中华人民共和国村民委员会组织法》批准设立的居民委员会和村民委员会。
- 基金会：依据《基金会管理条例》规定，由民政部和省级民政部门核准登记、领取《基金会法人登记证书》的单位。
- 依据《民办非企业单位登记管理暂行条例》，经国务院民政部门和县级以上地方各级人民政府民政部门核准登记，领取《民办非企业单位(法人)登记证书》的民办非企业单位。
- 由其他行政主管部门依据有关法律法规审批成立，且具备法人条件的单位。

## 产业活动单位
- 在一个场所从事一种或主要从事一种社会经济活动；
- 相对独立组织生产经营或业务活动；
- 能够掌握收入和支出等业务核算资料
- 经过法定程序批准建立的、不能独立承担民事责任的单位，认定为产业活动单位。包括：经各级工商行政管理机关登记注册、领取《营业执照》的企业法人分支机构或经营单位，以及由各级编制、民政等登记主管机关核准登记、备案，或依据相关法律法规由各级行政主管部门批准建立的机关法人、事业单位法人和社会团体法人的分支机构、派出机构或代表机构等。
- 未经法定程序批准在法人内部建立的机构，符合本规定第九条的认定为产业活动单位。

## 单产业法人
法人单位只位于一个场所并主要从事一种社会经济活动，称为单产业法人。单产业法人本身也是一个产业活动单位。

## 多产业法人
法人单位从事多种经济活动，或者位于多个地点，称为多产业法人。多产业法人由两个或两个以上产业活动单位组成。

## 个体经营户
个体经营户，指除农户外，生产资料归个人所有，以个体劳动为基础，劳动成果归劳动者个人占有和支配的一种经营单位。其中包括：
- 按照《民法通则》和《城乡个体工商户管理暂行条例》规定经各级工商行政管理机关登记注册、领取《营业执照》的个体工商户。具体是指公民在法律允许范围内，依法经核准登记，从事工业、商业、建筑业、运输业、餐饮业、服务业等活动的个体劳动者。
- 依据《民办非企业单位登记管理暂行条例》，经国务院民政部门和县级以上地方各级人民政府民政部门核准登记、领取《民办非企业单位(合伙)登记证书》或《民办非企业单位(个人)登记证书》的民办非企业单位。
- 没有领取《营业执照》但有相对固定场所、实际从事个体经营活动三个月以上的城镇、农村个体经营户。但不包括农民家庭以辅助劳力或利用农闲时间进行的一些兼营性的工业、商业及其它活动。